# Hepcat
Hepcat è un gruppo musicale third-wave ska statunitense formatosi nella California meridionale nel 1989.
Le loro armonie piene di sentimento ed i ritmi gioviali erano diversi da quelli dei loro contemporanei e più simili a musicisti del rigoglioso ska giamaicano degli anni sessanta, anche conosciuto come first-wave ska.
L'album di debutto degli Hepcat, Out of Nowhere fu pubblicato nel 1993 dalla etichetta ska di New York Moon Records. Due anni più tardi, seguì Scientific con la BYO Records. Nel 1998, dopo aver firmato con la Hellcat Records, derivata della Epitaph Records, pubblicarono Right on Time, ottenendo un modesto successo con la ritmica "No Worries" e ottennero un posto al Vans Warped Tour. Il 2000 video la pubblicazione di Push n' Shove, il loro primo album senza i membri fondatori Raul Talavera e Alex Désert, sebbene il secondo appaia come cantante ospite in due pezzi.
Il gruppo cominciò un piccolo intervallo dopo il 2000, e ritornò nel marzo del 2003, rimettendo insieme i membri di "Scientific", senza il sassofono contralto di Raul Talavera. Gli Hepcat hanno da allora continuato a suonare occasionalmente, con il più delle apparizioni vicino a casa loro a Los Angeles. All'inizio dell'agosto del 2006, gli Hepcat iniziarono la registrazione di un nuovo album che avevano intenzione di pubblicare nel 2007.
Il 22 settembre 2007, fu annunciato attraverso il profilo MySpace della band e corrispondente blog il decesso del bassista David Fuentes.
All'inizio del 2004, una versione rimasterizzata di Out of Nowhere fu pubblicata con due bonus track (una iniziale versione di "Nigel" e "Club Meditation").
Il termine "Hepcat" ha origine da una lontana parola di slang (1930–35) riguardante un ammiratore o devoto del jazz, specialmente dello swing, di cui si diceva "hep," un fanatico del jazz. Alla band è stato dato il nome di un gatto un tempo posseduto dal cantante Alex Desért, chiamato "Hep."

## Formazione attuale (2007)
- Alex Désert - voce
- Deston Berry - tastiere e voce
- Efren Santana - sax tenore (unitosi in Scientific)
- Kincaid Smith - tromba, flugelhorn (unitosi in Scientific)
- Lino Trujillo - chitarra (da Scientific)
- Greg Narvas - batteria e percussioni (Out of Nowhere and Scientific)

## Ex componenti
- David Fuentes - basso, E. upright (deceased 1971 - 2007)
- Raul Talavera - sax contralto (durante Right on Time)
- Lino Trujillo - chitarra (Scientific, musicista aggiuntivo in Right on Time)
- Greg Narvas - batteria e percussioni (durante Scientific)
- Dave Hillyard - sax tenore (Out of Nowhere)
- Dennis Wilson - chitarra (Out of Nowhere)
- Aaron Owens - chitarra (musicista aggiuntivo in Right on Time, unitosi in Push n' Shove)
- Chris Castanon - batteria (fra Scientific e Push n' Shove)
- Scott Abels - batteria e percussioni (musicista aggiuntivo in Right on Time, unitosi in Push n' Shove)
- Greg Lee - voce (Deceduto il 19 marzo 2024)[2]

## Discografia

### Album studio
- Out of Nowhere (1993), Moon Ska Records
- Scientific (1996), BYO Records
- Right on Time (1998), Hellcat Records
- Push n' Shove (2000), Hellcat Records
- Out of Nowhere (Hellcat re-release with two bonus tracks) (2004)

### Apparizioni in compilation
- 1996 - Glory Daze, Soundtrack
- 1998 - Lose Your Illusions, Vol. 1
- 1998 - A Compilation of Warped Music